# Branko Smiljanić
Branko Smiljanić (Zagreb, 13. srpnja 1956. – Zagreb, 11. siječnja 2024.) bio je hrvatski kazališni, televizijski i filmski glumac.

## Filmografija

### Televizijske uloge
- "Ljubav u zaleđu" kao inspektor Jurić (2006.)
- "Obični ljudi" kao profesor (2006.)
- "Zabranjena ljubav" kao primarijus Zovko (2005.; 2008.)
- "Dobre namjere" kao inspektor (2007. – 2008.)
- "Ponos Ratkajevih" kao major Marković (2007. – 2008.)
- "Bitange i princeze" kao Osama (2008.)
- "Zakon ljubavi" kao Ante Perica (2008.)
- "Mamutica" kao Stjepan (2009.)
- "Instruktor" kao Dragutin Blažek Jr. (2010.)
- "Loza" kao kritičar (2011.)
- "Tajne" kao načelnik (2013.)
- "Vatre ivanjske" kao doktor Mladineo (2014.)
- "Počivali u miru" kao Pero Lukšić (2015.)
- "Der Kroatien-Krimi kao Žarko Brgić (2016.)
- "Zlatni dvori" kao sudac na dražbi (2016.)
- "Čista ljubav" kao Vjekoslav (2018.)

### Filmske uloge
- "Izbavitelj" (1976.)
- "Žena mušketir" (La Femme Musketeer) kao seoski kockar (2004.)
- "Lov u Bosni" (2007.)

### Sinkronizacija
- "Nove pustolovine Winnieja Pooha" kao Sivko
- "Ben 10: Alien Force" kao Djed Max/Uzvišeni
- "Medvjedići dobra srca" kao Ledeni i Gradonačelnik  (1986. – 1988.)
- "Jura" kao Blitz
- "DI-GATA" kao Alnar
- "Ulica Sezam" kao Oskar i Plavi Gospodin
- "Vragolasti Denis" kao susjed Wilson
- "Action Man: Roboti u napadu" kao Doktor X
- "Transformeri" kao Megatron
- "Casper lovi Božić" kao Velezlo duh [Kibosh] (2000.)
- "Dinotopia 1" (2002.)
- "Dinotopia 2" (2002.)
- "Dinotopia 3" (2002.)
- "Aladin i kralj lopova" kao Cassim (2004.)
- "Avatar: Posljednji vladar zraka" kao ujak Iroh
- "Flipper i Lopaka" kao Poglavica i Kalabaš
- "Škola za vampire" kao Paulus Polidori
- "Pinokio i car noći" kao Lutkarino (2006.)
- "Sezona lova 2" kao Roberto (2008.)
- "Snjeguljica i sedam patuljaka" kao Ogledalo (2009.)
- "Planet 51" kao general Grawl (2009.)
- "Čudnovili roditelji" kao gradonačelnik, Dog Dimadom
- "iCarly" kao Gilbert Gibson
- "Mačak u čizmama" kao Mačak u čizmama (2010.)
- "Pomoćnik Djeda Mraza 1, 2" kao Djed Mraz (2010., 2013.)
- "Moj ljubimac Marmaduke" kao vatrogasac (2010.)
- "Priče s tavana" kao glava (2011.)
- "Medvjedić Winnie" kao Sivko (2011.)
- "Simsala Grimm" (2011.)
- "Spužva Bob Skockani" kao Kralj Neptun, gradonačelnik, pjevač pjesme "Vezanje cipela"
- "Vesele trojke" (2011.)
- "Mala, velika panda" kao Ying (2011.)
- "Kung fu Panda: Legende o fenomentastičnom" kao majstor Shifu (2011. – 2015.)
- "Svemogući Spiderman" kao Norman Osbom
- "Hotel Transilvanija 1" kao Oklop, hidra glava #4, zombi seljak i kiklopsko čudovište (2012.)
- "Big Time Rush" kao terapeut (2012.)
- "Avanture neustrašivog Teda" kao Humbert (2012.)
- "Victorious" kao gdin. Mooney (2012.)
- "A Fairly Odd Christmas" kao Djed Božićnjak (2012.)
- "Marvin Marvin" kao George Pop-Pop (2013.)
- "Nicky Deuce" kao Paulie (2013.)
- "Sanjay i Craig" kao karate majstor (2013.)
- "T.U.F.F. Puppy" kao predsjednik (2013.)
- "Phineas i Ferb" kao gradonačelnik Hologram (2013.)
- "Snježno kraljevstvo 1" (2013.)
- "Snježna kraljica 2" kao šef (2014.)
- "Prdoprah Doktora Proktora" (2014.)
- "Avioni 2: Nebeski vatrogasci" kao Ryker (2014.)
- "Pobuna letećih majmuna" kao Lav (2015.)
- "Svemoguća Kim" kao Señor Senior Sr. i Majmun Fist (2015.)
- "Violetta" kao Jacinto LaFontaine (2015.)
- "Zvjezdani ratovi: Pobunjenici" kao Zeb Orelios (2015.)
- "Sofija Prva" kao Sir Gilliam (1. sezona) i Wu-Chang (2. sezona) (2015.)
- "Hotel Transilvanija 2" kao oklop, čudovišni doktor i čudovište od torte sa svijećama (2015.)
- "Pustolovine hrabrog pjetlića" kao kum jaje (2015.)
- "Sezona lova 4: Lud od straha" kao Božo (2016.)
- "Top Cat: Mačak za 5" kao Veliki šef (2016.)
- "Henry Opasan" kao Turk, Dr. Emmett Brown (2016.)
- "Promjena igre" kao kapetan (2016.)
- "Kuća obitelji Glasnić" kao Lord Tetherby (2016.)
- "Superknjiga" kao Bog, Mario, Samuel, Mudrac #3, Hromi čovjek, Policajac, Član posade #3, Ninivljani, Kralj Nabukodonozor, Špijun #2, Kraljev sluga, Mornari i Ljutiti ljudi iz gomile (2016. – 2020.)
- "Knjiga o džungli 1" kao Akela (2016.)
- "Prste(n) k sebi" kao Viktor (2016.)
- "Kuća obitelji Glasnić" kao Hector Casagrande (2017.)
- "Majstor Mato" kao Djed (2017. – 2020.)
- "Auti 3" kao Riki Svift (2017.)
- "Vili Kočnica" kao Benov tata (2018.)
- "Elena od Avalora" kao Poglavica Zefir i Daniel Turner (S1EP16) (2019.)
- "Ekipa iz džungle: Povratak na ledenu ploču" kao majmun Migel (Miguel), šef morž, žaba Buco i anakonda (2019.)
- "Lavlja straža" kao Makuu, Bupu i kralj Sokwe (2020.)
- "Vrlo zapetljana priča: Prije sretnog kraja" kao Attila (2020.)
- "Zlatokosine zapetljane pustolovine" kao Karlo i Attila (2020.)
- "Ekipa za 6 (serija)" kao Zločinac Karl, gdin. Frederickson, Jack, Joe, Orso Knox i gdin. Ohare (2020.)
- "Ratovi zvijezda: Ratovi kolonova" kao Citai i General Grievous (S1-3), Ord Enisence (S2), Ima-Gun Di i Katt Mol (S3) (2020.)
- "Ekipa iz džungle (serija) " kao Migel, Buco, kiwi ptica Ernest (s Ervinom Baučićem), slon, vodenkonj, ptica Ljutić, hijena, gusar rakun Masnobradi i rakun Ratko, dabar, ptica strvinar Igor, koale Pelvis, Matko, Rajko i kralj koala, leteća vjeverica, krokodil, babun, stara kornjača Karapas, mandril, oposum Branko, kraljevska kobra, lemur, nosorog Veliki Toni, stari svizac, crveni kameleon i ptica ružičasti flamenko (2020.)
- "Galileo, ipak se kreće" kao Šefko, vodeni zmaj Hračkaj, plavi čarobnjak, patuljak Lerpin, planinski div, biljke, Branko, pijetao i mudrac Maruk (2020.)
- "Zmaj iz čajnika" kao g. Huang, starac i konobar (2021.)
- "Vivo" kao pas ključnog zapada (2021.)
- "Ne gledaj gore" kao Benedict Drask (2021.)
- "Domaća ekipa" kao Jim Nantz, reporter #1, trener i Bill Cowher (2022.)
- "Lil, Lil, Krokodil" kao sudac (2022.)

## Vanjske poveznice
- Branko Smiljanić u internetskoj bazi filmova IMDb-u (engl.)
- Stranica na ZKL.hr  Arhivirana inačica izvorne stranice od 24. prosinca 2009. (Wayback Machine)